# Jachtbommenwerper

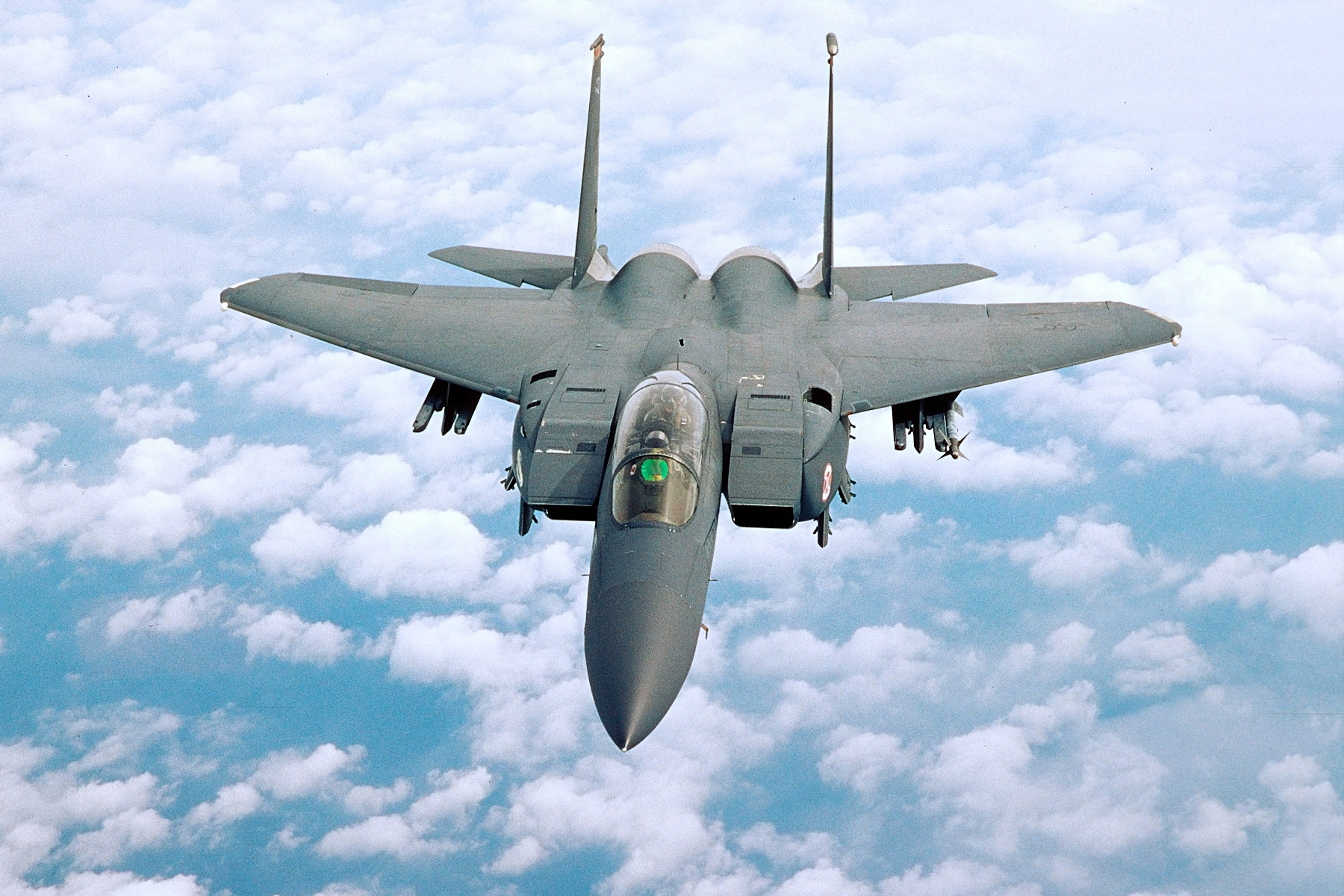
De F-15 Eagle.

Een jachtbommenwerper is een jachtvliegtuig dat aangepast is om bombardementen uit te kunnen voeren. De jachtbommenwerpers zijn de voorlopers van de nu moderne "multirole combat aircraft" (MRC) of multirole fighter zoals de F-16 en de F-35 Lightning II. De term werd ingevoerd om de rol van de betrokken vliegtuigen te onderscheiden van de rol van de traditionele, "zware" of strategische bommenwerpers.
De rol van een jachtbommenwerper was om op zoek te gaan naar (te jagen op) doelen die zich tijdens de vlucht zelf presenteerden. In de Golfoorlog noemde men dit "targets of opportunity". Deze taak heeft altijd al bestaan en eigenlijk zijn pas laat hier speciale types voor ontworpen, zoals de Republic F-84 Thunderjet.
Tijdens de Tweede Wereldoorlog gebruikte men vaak aangepaste jachtvliegtuigen voor deze taak zoals aangepaste Hawker Hurricanes die het niet meer echt konden opnemen tegen de Duitse jagers. Later werden ook modernere toestellen voor deze taak ingezet zoals Mustangs en P-47 Thunderbolts.
Zelf werd de eerste operationele straaljager de Messerschmitt Me 262 gebruikt als jachtvliegtuig maar ook als jachtbommenwerper.